# Projet de loi visant à sécuriser et réguler l'espace numérique
Le projet de loi visant à sécuriser et réguler l'espace numérique, dit projet de loi SREN, est un projet de loi français ayant pour but de mettre en place de nouvelles dispositions légales dans le domaine du numérique. Il prévoit des mesures dans plusieurs domaines, comme l'accès à la pornographie par les mineurs, le cyberharcèlement ou la propagande en ligne.
Présenté le 10 mai 2023 par Jean-Noël Barrot en Conseil des ministres, il fait l'objet d'importants débats, impliquant notamment la Commission européenne, et d'un premier vote au Parlement français. Il est voté définitivement par l'Assemblée nationale le 10 avril 2024, après avoir été approuvé au Sénat le 2 avril 2024. Les 17 et 19 avril, le Conseil constitutionnel est saisi par 120 députés de l'opposition, appartenant notamment aux groupes Rassemblement national et La France insoumise.
La loi transpose dans le droit français le règlement sur les services numériques de l'Union européenne.

## Genèse du projet et parcours législatif
Le projet prend appui sur des rapports parlementaires s'intéressant à l'industrie pornographique et à la souveraineté numérique de la France. Plusieurs domaines sont concernés par la loi : l'accès à la pornographie par les mineurs, le cyberharcèlement, les escroqueries en ligne ou la diffusion de la propagande sur Internet.
Présenté le 10 mai 2023 par Jean-Noël Barrot en Conseil des ministres, le vote du projet est retardé par des discussions tendues avec la Commission européenne. Il transpose en effet dans le droit français le règlement sur les services numériques (ou Digital Services Act) adopté par l'Union européenne le 19 octobre 2022. Le projet est voté une première fois par l'Assemblée nationale en octobre 2023, après avoir été adopté par le Sénat en juillet. Cependant, le texte voté n'est pas identique, avec de nombreux amendement adoptés dans les deux chambres.
Il est donc modifié lors de la commission mixte paritaire (CMP) pour trouver une version commune et tenir compte de l'avis de la Commission européenne, qui demande sa mise en conformité avec le droit européen. La CMP s'accorde sur une version définitive le 27 mars 2024, qui est ensuite proposée au vote. Il est finalement voté par l'Assemblée nationale le 10 avril 2024, après avoir été approuvé au Sénat le 2 avril 2024. Au Sénat, le projet de loi est voté par 302 sénateurs, seulement 2 s'y opposant.
Les 17 et 19 avril, le Conseil constitutionnel est saisi par 120 députés de l'opposition, appartenant notamment aux groupes Rassemblement national et La France insoumise.

## Mesures majeures
Le texte prévoit plusieurs mesures phares.
Pour lutter contre la diffusion de la pornographie auprès des mineurs, le gouvernement peut ordonner aux fournisseur d'accès à Internet le blocage de sites pornographiques, mais cette action nécessite un accord juridique. Le texte vise à supprimer cette procédure juridique, en permettant à l'Arcom d'ordonner directement le blocage. L'action en justice ne deviendrait alors qu'un moyen de recours. Les sanctions sont également alourdies en cas de diffusion de contenu pédopornographique par les plateformes, s'il n'est pas retiré dans les 24 h. Les peines encourues peuvent atteindre « une peine de prison maximale d’un an et une amende de 250 000 euros. Si jamais l’infraction est commise régulièrement, le texte autorise une sanction pouvant atteindre 4 % du chiffre d’affaires annuel du groupe ».
Pour lutter contre les escroqueries en ligne, le texte prévoit de mettre en place un filtre contre les arnaques, appelé « filtre national de cybersécurité grand public », qui bloquera à titre conservatoire, tout nom de domaine susceptible de donner lieu à des arnaques. Ce blocage peut être étendu si le propriétaire de l'adresse URL ne répond pas aux sollicitations. Cette mesure s'appuie sur la participation des navigateurs web et des DNS.
Le projet de loi vise également à lutter contre la propagande et la désinformation propagées sur Internet par des puissances étrangères. L'Arcom doit recevoir des prérogatives supplémentaires pour mettre fin à la diffusion des contenus rapidement. Des médias contrôlés par des acteurs étrangers pourront être bloqués s'ils sont « manifestement destinés à la désinformation et à l’ingérence ». La mesure fait notamment suite au blocage dans l'Union européenne des sites de propagande russe Sputnik et RT après le début de l'invasion de l'Ukraine par la Russie.
La loi SREN a également pour objectif de combattre le cyberharcèlement, notamment chez les jeunes. Elle permettrait, si elle est adoptée, le bannissement des cyberharceleurs des plateformes de médias sociaux, pour six mois en cas de première infraction, puis pour un an si le coupable récidive. Elle établit des sanctions — jusqu'à 75 000 euros d'amende — contre les plateformes qui permettraient aux personnes visées de recréer facilement un nouveau compte. Un délit d'outrage en ligne doit également être créé, qui sanctionnerait d'une amende forfaitaire de 300 € la publication de contenus « injurieux, discriminatoires ou harcelants ».
Enfin, le projet de loi a pour but de réguler le marché du cloud computing, en régulant les prix et en encadrant les pratiques des opérateurs du secteur. Elle vise notamment à favoriser l'interopérabilité et la réversibilité en limitant les crédits cloud et les frais de transfert. Concernant les données stratégiques et sensibles, le principe de la doctrine « cloud au centre » est inscrite dans un amendement.

## Critiques
Si des membres du gouvernement se félicitent des avancées permises par le projet de loi, il est aussi critiqué pour ses dispositions réduisant les libertés numériques.
Membre de la CMP, la députée LFI Ségolène Amiot dénonce notamment la mise en place d'« outils pratiques d’un contrôle social de masse », ciblant notamment le bannissement d'utilisateurs ou la suppression de certains contenus.
L'association Wikimédia France, chapitre de la Fondation Wikimédia en France, s'inquiète de mesures qui « risquent de fragiliser les plateformes comme Wikipédia et Wikimédia Commons qui n’ont ni les moyens financiers et humains de mettre en place des obligations supplémentaires instaurées par le projet de loi SREN ». Elle estime que le projet « n’est pas adapté à l’encyclopédie en ligne et menace son fonctionnement ».